# Poltergeist: The Legacy
Poltergeist: The Legacy is een Amerikaanse televisieserie die op de Amerikaanse tv werd uitgezonden van 1996 tot 1999 op Showtime.

## Rolverdeling
| Acteur         | Personage           |
| -------------- | ------------------- |
| Derek de Lint  | Derek Rayne, Ph.D.  |
| Martin Cummins | Nick Boyle          |
| Robbi Chong    | Alexandra Moreau    |
| Helen Shaver   | Rachel Corrigan, MD |